# Tabularium
Il Tabularium è un antico monumento che si trova sul Campidoglio, nel centro di Roma. La sua caratteristica facciata ad archi domina tutto il Foro Romano. Esso sistemava definitivamente la zona dell'Asylum, la depressione più o meno corrispondente all'attuale piazza del Campidoglio che faceva da sella tra i colli dell'Arx (l'Aracoeli) e del Capitolium (dove sorgeva il tempio di Giove Capitolino, più o meno nella parte posteriore del Palazzo dei Conservatori).
Secondo l'opinione comune, l'edificio sarebbe stato destinato a ospitare gli archivi pubblici di Stato: gli atti pubblici più importanti dell'antica Roma, dai decreti del Senato ai trattati di pace. Questi documenti erano incisi su tabulae bronzee (da qui il nome di tabularium per un qualunque archivio del mondo romano). Il nome dell'edificio capitolino, tuttavia, deriva da un'iscrizione, conservata nell'edificio nel Rinascimento, menzionante un archivio: poteva trattarsi di uno o più ambienti, non necessariamente di un presunto 'archivio di stato' che occupava l'intero complesso. Tra l'altro gli archivi dell'amministrazione statale erano sparsi in vari edifici della città. 
Attualmente il Tabularium fa parte del complesso dei Musei capitolini e vi si accede dalla Galleria Lapidaria che collega Palazzo Nuovo a Palazzo dei Conservatori.

## Planimetria
| Planimetria del Campidoglio antico |
| --- |
| Area capitolina Arx Forum Romanum Fori Imperiali Velabro Tempio di Giove capitolino Tabularium Tempio di Giunone Moneta Teatro di Marcello Forum Holitorium Tempio di Bellona Tempio di Giove Feretrio Tempio di Veiove Auguraculum Iseum Tempio di Giove Custode (?) Tempio della Concordia (?) Tempio di Giove Conservatore Altare Tensarum Tempio di Giove Tonante Clivus Capitolinus Centus Gradus Porta Pandana Tempio di Giano Tempio di Giunone Sospita Tempio di Spes Tempio di Augusto Asylum Inter duos lucos Vico Giugario Campo di Marte Portico degli Dei Consenti Tempio di Vespasiano Tempio della Concordia Tullianum Clivus Argentarius Tempio di Venere Ericina Tempio di Mens (?) Tempio di Fides (?) Tempio di Ops (?) Arco di Scipione Tempio di Saturno Basilica Giulia |

## Storia

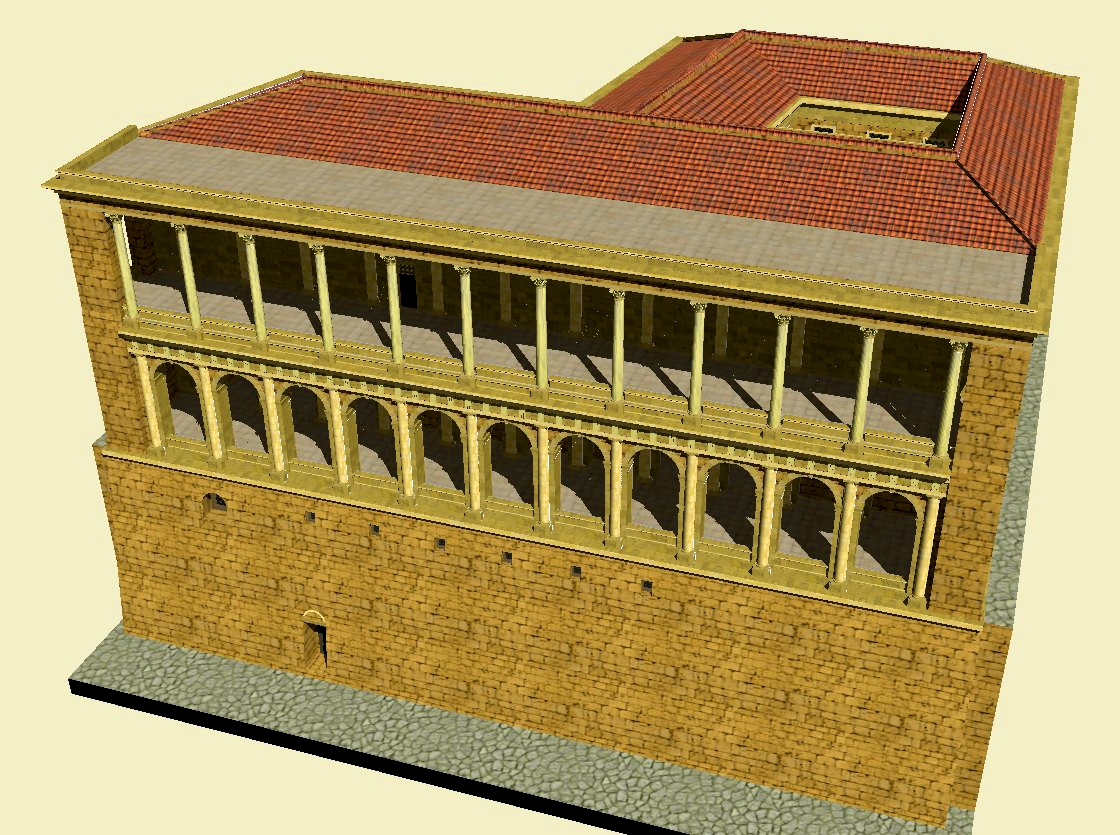
Ricostruzione del Tabularium

La costruzione attuale risale probabilmente al 78 a.C. La data è desumibile da due iscrizioni (CIL VI, 1313 e CIL VI, 1314) che indicano Quinto Lutazio Catulo come incaricato della ricostruzione del Tabularium dopo l'incendio dell'83 a.C.: Lutazio Catulo fu console appunto nel 78 a.C. e la fine dei lavori dovrebbe risalire a quell'anno o essere di poco posteriore. Tra le due iscrizioni è particolarmente interessante quella perduta, ma tramandataci da una trascrizione medievale: in essa si riporta come l'edificio facesse anche da "sostruzione", cioè da sostegno e copertura del pendio collinare, suggerendo che il Tabularium vero e proprio (e quindi l'archivio) fosse nel piano superiore. È stato anche proposto che il tabularium fosse un archivio ospitato nel complesso, mentre la sommità della sostruzione (cioè struttura portante sottostante) poteva ospitare uno o più templi, come i santuari repubblicani edificati nei dintorni di Roma e nella stessa città tra la fine del secondo e l'inizio del I secolo a.C.
Una terza iscrizione trovata alcuni decenni fa sulla via Prenestina e oggi conservato all'ospedale Fatebenefratelli sull'Isola Tiberina riporta il nome dell'architetto: un tale Lucio Cornelio, figlio di Lucio, della tribù Voturia (forse ostiense), prefetto del genio e poi architetto di Quinto Lutazio Catulo.

## Architettura
Il basamento lungo m 73,60, con mura di blocchi di tufo dell'Aniene e di peperino, sostiene l'odierno palazzo Senatorio, sede del comune di Roma. In un primo tempo si poteva accedere al Tabularium dal Foro attraverso una scala di 67 gradini, ancora ottimamente conservata, ma al tempo di Domiziano con la costruzione del Tempio di Vespasiano l'ingresso sul foro fu bloccato. 
Dalla porta si accedeva a una scalinata, ricavata nello stretto spazio tra il muro di facciata e la roccia del colle, che portava ad alcuni ambienti del primo piano, illuminate da strette finestre. Il primo piano corrispondeva sul retro alla parete rocciosa della collina e si è ampiamente conservato. 
La struttura del piano rimasto è quella di una lunga galleria divisa in settori, ognuno dei quali prendeva originariamente luce da una grande arcata volta all'esterno, alcune delle quali sono attualmente murate. Restano ancora oggi tre arcate, inquadrate da semicolonne doriche in peperino, mentre gli architravi e i capitelli sono in travertino. Del fregio dorico a metope e triglifi restano solo alcune tracce. La copertura dei settori della galleria è costruita con volte a padiglione in calcestruzzo. 
Al piano superiore, che corrispondeva al piano terra visto dalla parte del centro del colle, doveva trovarsi un altro portico, composto da colonne in travertino in stile corinzio, delle quali sono stati trovati dei frammenti ai piedi della facciata e ora disposti vicino al Portico degli Dei Consenti ma attribuibili anche a un edificio templare). Un altro indizio è il massiccio di fondazione alle spalle dei soli cinque ambienti della galleria, che doveva evidentemente sostenere un piano superiore, dove dovevano avere luogo gli archivi veri e propri, in spazi sufficientemente ampi, forse collocabili sul lato nord, verso l'Arx.
È una struttura tipica delle grandi opere di età repubblicana, in particolare Sillana (metà del II e metà del I secolo a.C.), che chiudeva monumentalmente lo sfondo del Foro, tra i templi di Saturno e della Concordia, secondo una prospettiva già indirizzata dalla disposizione della Basilica Emilia e dalla Sempronia. 
L'uso del loggiato con le semicolonne fece da modello per tutti gli edifici romani usati come sostruzione, dai santuari di Palestrina, Tivoli, Ferentino e Terracina, al Teatro di Pompeo fino al loggiato a mare del Palazzo di Diocleziano a Spalato. 
Nell'angolo sud-occidentale una rientranza era dovuta alla necessità di rispettare il piccolo più antico tempio di Veiove, divinità probabilmente di origine etrusca, secondo le credenze religiose romane improntate al più severo tradizionalismo. 

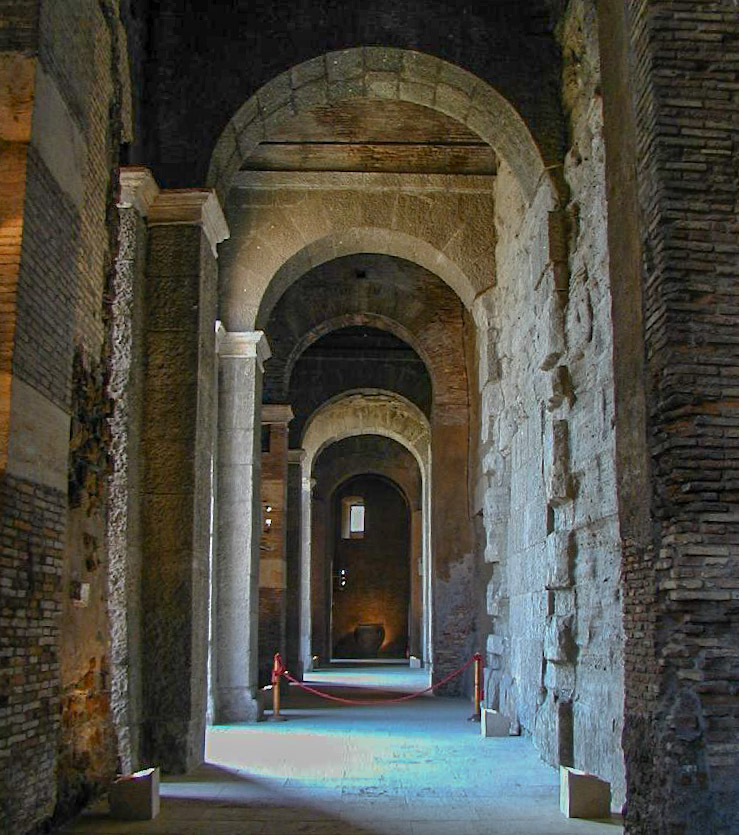
Galleria interna
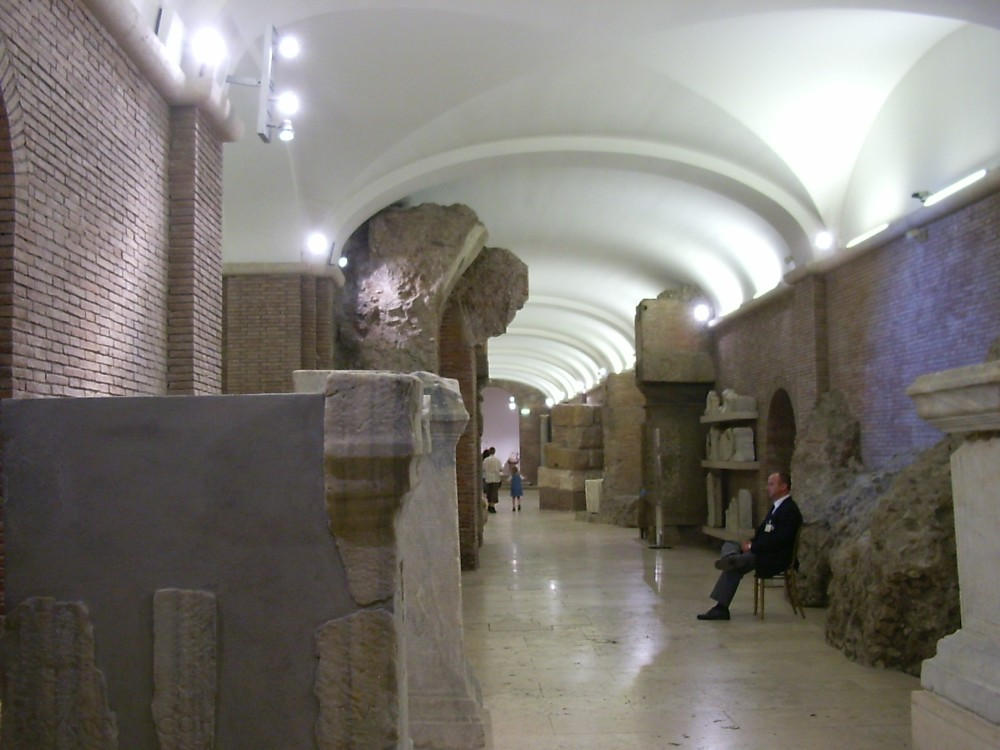
Interno
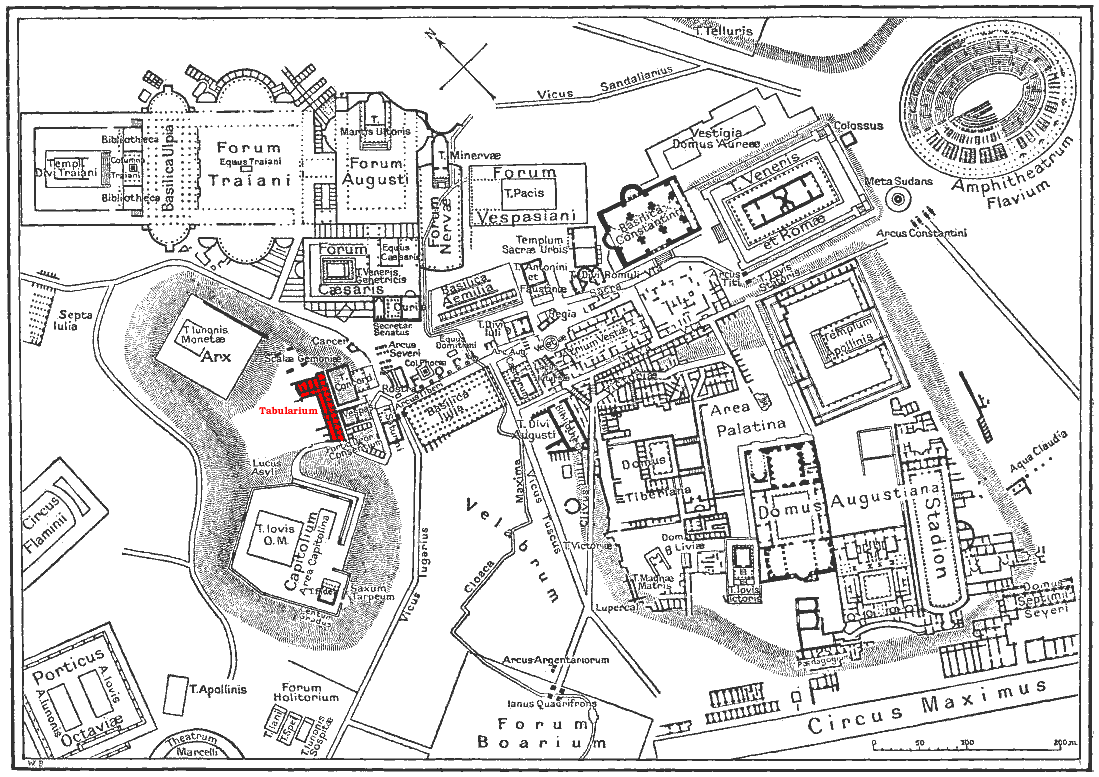
Planimetria del Foro Romano con la collocazione del Tabularium